# Antonio Marino Priuli
Antonio Marino Priuli (Venezia, 17 agosto 1700 – Treville, 26 ottobre 1772) è stato un cardinale e vescovo cattolico italiano.

## Biografia
Nacque da Antonio Marino Priuli, del ramo "di San Felice" (o "Scarponi"), e da Cornelia Corner, del ramo "di San Polo". La sua fortuna, più che dalla famiglia paterna, gli derivò da quella della madre, figlia del doge Giovanni II Corner e nipote del cardinale Giorgio Corner.
Era il primo di cinque fratelli, tutti omonimi. In base alla tradizione veneziana, l'eredità della famiglia spettava in parti uguali a tutti i figli maschi, pertanto poté scegliere la carriera ecclesiastica senza essere ostacolato dalla sua condizione di primogenito.
Ebbe la prima tonsura il 21 dicembre 1728, gli ordini minori il 27 dicembre successivo, suddiaconato, diaconato e presbiteriato tra il 3 e il 10 settembre 1730. Nel 1733 divenne arciprete del Capitolo di Padova e il 31 agosto 1734 conseguì la laurea in utroque iure presso l'ateneo patavino. La sua formazione fu influenzata da Sante Veronese, vicario dei vescovi di Padova Giovanni Minotto Ottoboni e Carlo Rezzonico e più tardi vescovo a sua volta e cardinale.
Il 19 dicembre 1738 venne eletto vescovo di Vicenza; il 18 gennaio successivo ricevette l'ordinazione episcopale a Roma dalle mani del cardinale Pietro Ottoboni. Il 6 aprile 1767 fu trasferito alla sede diocesana di Padova.
Fu creato cardinale-presbitero da papa Clemente XIII nel concistoro del 2 ottobre 1758. Il 13 luglio 1759 ottenne il titolo di Santa Maria della Pace, e il 19 aprile 1762 quello di San Marco.
Come cardinale partecipò al conclave del 1769, che portò all'elezione di papa Clemente XIV.
Morì il 26 ottobre 1772 a Treville, frazione di Castelfranco Veneto, mentre era in villeggiatura nel palazzo di famiglia. I suoi resti riposano nella cattedrale di Padova.

## Genealogia episcopale e successione apostolica
La genealogia episcopale è:
- Cardinale Scipione Rebiba
- Cardinale Giulio Antonio Santori
- Cardinale Girolamo Bernerio, O.P.
- Arcivescovo Galeazzo Sanvitale
- Cardinale Ludovico Ludovisi
- Cardinale Luigi Caetani
- Cardinale Ulderico Carpegna
- Cardinale Paluzzo Paluzzi Altieri degli Albertoni
- Papa Benedetto XIII
- Cardinale Pietro Ottoboni
- Cardinale Antonio Marino Priuli

La successione apostolica è:
- Cardinale Sante Veronese (1758)